# پادینسکا سکلا
پادینسکا سکلا (به صربی: Padinska Skela) یک منطقهٔ مسکونی در صربستان است. پادینسکا سکلا ۲۱۶٫۱۷ کیلومتر مربع مساحت و ۹٬۲۶۳ نفر جمعیت دارد.